# Вижешур
Вижешу́р (рос. Выжешур) — присілок в Ігринському районі Удмуртії, Росія.

## Населення
Населення — 14 осіб (2010; 17 в 2002).
Національний склад станом на 2002 рік:
- удмурти — 71 %
- росіяни — 29 %

## Урбаноніми[3]
- вулиці — Чукинська